# Ennometes minuta
Ennometes minuta is een keversoort uit de familie Callirhipidae. De wetenschappelijke naam van de soort werd in 1926 als Callirhipis minuta gepubliceerd door Fritz Isidore van Emden.